# Hegnacher Mühle
Die Hegnacher Mühle ist ein dem Stadtteil Hegnach der Stadt Waiblingen im baden-württembergischen Rems-Murr-Kreis zugehöriger Wohnplatz.

## Lage
Die Hegnacher Mühle liegt unterhalb des Waiblinger Stadtteils Hegnach am Ufer der Rems, einem rechten Zufluss des Neckars. Die Mühle befindet sich etwas abseits von der Rems, mit der sie durch einen Mühlkanal verbunden ist. Sie liegt inmitten des Naturschutzgebiets Unteres Remstal.

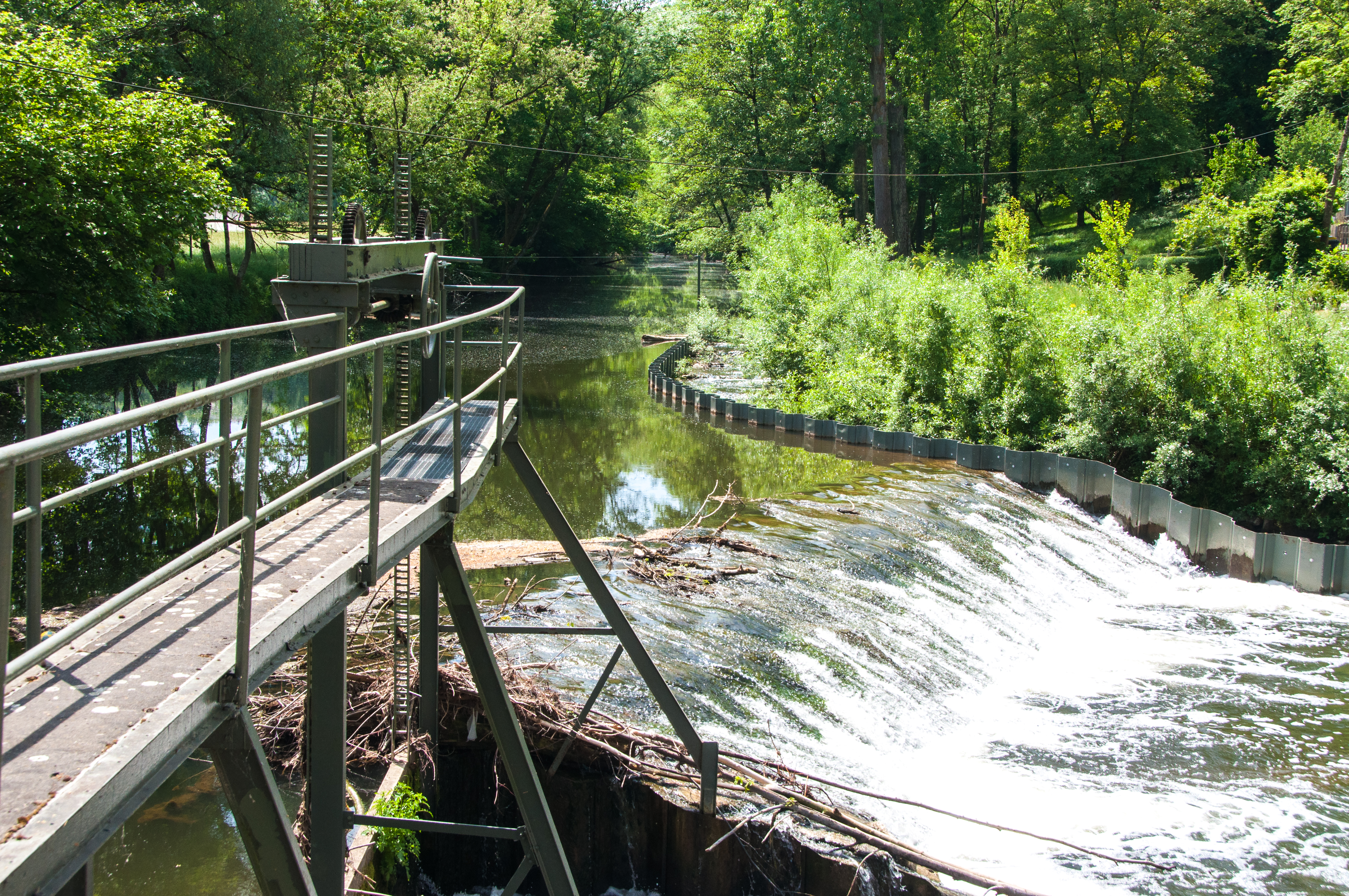
Die Staustufe macht den Mühlenbetrieb erst möglich

## Geschichte
Die Mühle wurde 1874 von David Reinhardt erbaut. 1972 wurde die Mühle modernisiert. Am 1. Januar 1975 wurde der Wohnplatz im Rahmen der Gemeindereform zusammen mit Hegnach in die Stadt Waiblingen eingegliedert. Die Hegnacher Mühle ist als Getreidemühle in Betrieb und beherbergt seit 1985 einen Hofladen.  

## Verkehr
Die Mühle ist auf einer Straße von Hegnach erreichbar. An der Mühle führt der Rundradweg Waiblingen vorbei. Sie liegt am Waiblinger Mühlenweg, der von der Geheimen Mühle über die Hahnsche Mühle und die Häckermühle hierher führt.